# Peter Luczak
Peter Luczak, Piotr Łuczak (ur. 31 sierpnia 1979 w Warszawie) – australijski tenisista pochodzenia polskiego, reprezentant w Pucharze Davisa.

## Kariera tenisowa
W latach 1998–2001 występował w amerykańskich rozgrywkach uniwersyteckich, reprezentując barwy Fresno State University. W 2000 roku rozpoczął karierę profesjonalną, a dnia 20 stycznia 2012 roku, po zakończeniu startu w Australian Open, ogłosił zakończenie zawodowej kariery, chociaż w 2016 wygrał turniej gry podwójnej w Tallahassee o randze ATP Challenger Tour.
W grze pojedynczej Luczak ma w swoim dorobku 12 zwycięstw w turniejach rangi ATP Challenger Tour. W turniejach rangi ATP World Tour najlepszym wynikiem Luczaka jest półfinał rozgrywek w Costa do Sauipe w 2005 roku, gdzie pokonał m.in. Fernando Gonzáleza.
W grze podwójnej najlepsze wyniki osiągnął w Buenos Aires, dochodząc w 2008 i 2010 roku do finału, najpierw w parze z Wernerem Eschauerem, a potem z Simonem Greulem.
W latach 2005–2010 Luczak reprezentował Australię w Pucharze Davisa, rozgrywając łącznie dziesięć pojedynków, z których w czterech wygrywał.
W 2010 roku Luczak wywalczył złoty medal podczas igrzysk wspólnoty narodów w Nowym Delhi w konkurencji gry podwójnej w parze z Paulem Hanleyem.
Najwyżej sklasyfikowany w rankingu singlistów był w październiku 2009 roku na 64. miejscu, z kolei w zestawieniu deblistów w marcu 2010 roku zajmował 98. pozycję.

### Finały w turniejach ATP World Tour
| Legenda                                      |
| -------------------------------------------- |
| Wielki Szlem                                 |
| Igrzyska olimpijskie                         |
| Tennis Masters Cup / ATP Finals              |
| ATP Masters Series / ATP Tour Masters 1000   |
| ATP International Series Gold / ATP Tour 500 |
| ATP International Series / ATP Tour 250      |

#### Gra podwójna (0–2)
| Końcowy wynik | Nr | Data           | Turniej      | Nawierzchnia | Partner         | Przeciwnicy                       | Wynik finału      |
| ------------- | -- | -------------- | ------------ | ------------ | --------------- | --------------------------------- | ----------------- |
| Finalista     | 1. | 24 lutego 2008 | Buenos Aires | Ceglana      | Werner Eschauer | Agustín Calleri Luis Horna        | 0:6, 7:6(8), 2–10 |
| Finalista     | 2. | 21 lutego 2010 | Buenos Aires | Ceglana      | Simon Greul     | Sebastián Prieto Horacio Zeballos | 6:7(4), 3:6       |